# Gmina miejska Novo mesto
Gmina miejska Novo mesto (słoweń.: Mestna občina Novo mesto) – gmina w Słowenii. W 2002 roku liczyła 40900 mieszkańców.

## Miejscowości
Miejscowości wchodzące w skład miejskiej Novo mesto:

- Birčna vas
- Boričevo
- Brezje
- Brezovica pri Stopičah
- Češča vas
- Črešnjice
- Črmošnjice pri Stopičah
- Daljni Vrh
- Dobovo
- Dolenja vas
- Dolenje Grčevje
- Dolenje Kamenje
- Dolenje Karteljevo
- Dolenje Lakovnice
- Dolenji Suhadol
- Dolnja Težka Voda
- Dolž
- Gabrje
- Golušnik
- Gorenje Grčevje
- Gorenje Kamence
- Gorenje Kamenje
- Gorenje Karteljevo
- Gorenje Kronovo
- Gorenje Lakovnice
- Gorenje Mraševo
- Gorenji Suhadol
- Gornja Težka Voda
- Gumberk
- Herinja vas
- Hrib pri Orehku
- Hrušica
- Hudo
- Iglenik
- Jama
- Jelše pri Otočcu
- Jugorje
- Jurna vas
- Konec
- Koroška vas
- Koti
- Križe
- Kuzarjev Kal
- Laze
- Leskovec
- Lešnica
- Lutrško selo
- Mala Cikava
- Male Brusnice
- Mali Cerovec
- Mali Orehek
- Mali Podljuben
- Mali Slatnik
- Mihovec
- Novo mesto
- Otočec
- Paha
- Pangrč Grm
- Petane
- Petelinjek
- Plemberk
- Podgrad
- Potov Vrh
- Prečna
- Pristava
- Rajnovšče
- Rakovnik pri Birčni vasi
- Ratež
- Sela pri Ratežu
- Sela pri Zajčjem Vrhu
- Sela pri Štravberku
- Sevno
- Smolenja vas
- Srebrniče
- Srednje Grčevje
- Stopiče
- Stranska vas
- Suhor
- Šentjošt
- Škrjanče pri Novem mestu
- Štravberk
- Travni Dol
- Trška Gora
- Uršna sela
- Velike Brusnice
- Veliki Cerovec
- Veliki Orehek
- Veliki Podljuben
- Veliki Slatnik
- Verdun
- Vinja vas
- Vrh pri Ljubnu
- Vrh pri Pahi
- Vrhe
- Zagrad pri Otočcu
- Zajčji Vrh pri Stopičah
- Ždinja vas
- Žihovo Selo